# Scaphixodes caledonicus
Scaphixodes caledonicus är en spindeldjursart som först beskrevs av Thomas Nuttall 1910.  Scaphixodes caledonicus ingår i släktet Scaphixodes, och familjen hårda fästingar. Arten är reproducerande i Sverige.